# Перший маршал Імперії

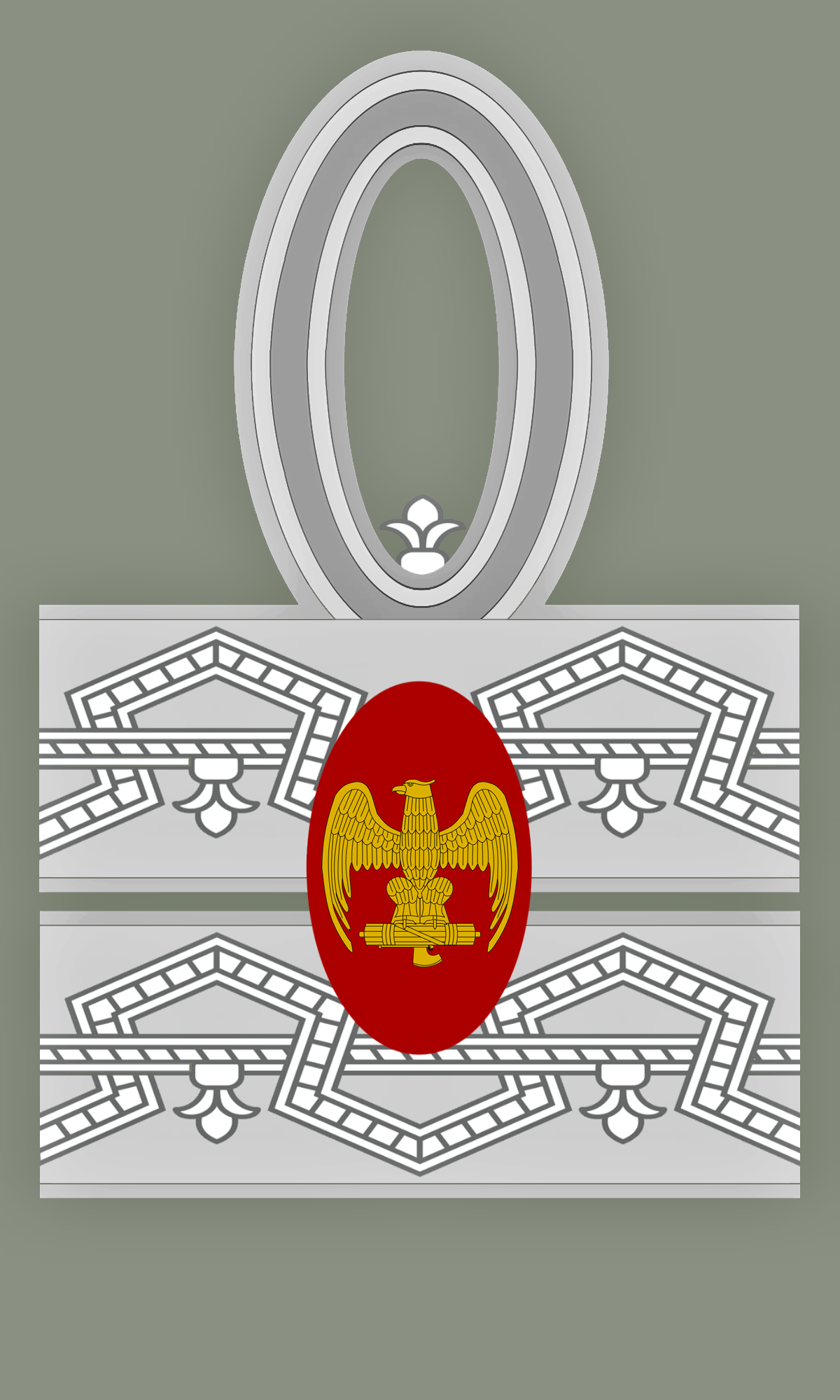
Нарукавний знак Першого маршала імперії

Перший маршал Імперії (італ. Primo maresciallo dell'Impero) — найвище військове звання Італії у 1938—1946 роках.
Звання започатковано 30 березня 1938 року на пропозицію Беніто Муссоліні у зв’язку з перемогою в Ефіопії й проголошенням Імперії.
Звання встановлено законом, прийнятим Королівським Сенатом та Палатою депутатів й одразу ж було присвоєно Королю Італії Віктору Еммануїлу III й Беніто Муссоліні. Це викликало невдоволення у монархічних колах, які не прийняли положення, за якого у військовій ієрархії є особа, рівна до Короля.